# Louis Greatorex
Louis Greatorex, né le 30 décembre 1996, est un acteur britannique de Duffield, dans le Derbyshire.
Ses crédits télévisés incluent la série dramatique BBC1 Last Tango in Halifax, dans laquelle il incarne Lawrence Elliot depuis 2012.

## Biographie
Louis Greatorex est originaire de Duffield, Derbyshire, fils d'un professionnel de l'informatique et d'un administrateur des ressources humaines. Il a un frère cadet. Louis a fréquenté l'école secondaire de l'école Ecclesbourne à Duffield. Dès son plus jeune âge, Greatorex a participé à des ateliers d'art dramatique locaux, notamment à la branche de Nottingham du Central Junior Television Workshop. Son expérience théâtrale lors de sa participation à l'atelier de télévision comprend un rôle dans une production de pantomime de Peter Pan et le rôle-titre dans une production de The Ritual Slaughter of Gorge Mastromas au Nottingham Contemporary. Louis Greatorex a également de l'expérience dans le théâtre de rue, ayant été nommé « champion du mime » au festival Derby Arts en 2010.
Il a fait ses débuts professionnels à la télévision dans un épisode de 2010 de la série comique de situation La Légende de Dick et Dom. Il a également joué un petit rôle dans le film de comédie romantique My Last Five Girlfriends, sorti en 2009. Greatorex incarne le personnage de Lawrence dans Last Tango in Halifax depuis 2012,. Il a été proposé pour son audition par le Central Junior Television Workshop, mais a presque raté l'audition en raison de la grippe et de la perte de sa voix. Il a dû être persuadé par sa famille d'assister à l'audition et ne s'attendait pas à remporter le rôle en raison des symptômes de sa maladie.
En 2015, Louis Greatorex signe avec une agence de casting basée à Londres. En janvier 2015, il déclare qu'il aimerait poursuivre une carrière d'acteur parallèlement à ses études supérieures, après avoir postulé pour étudier la littérature anglaise en 2015.

## Filmographie partielle

### Au cinéma
- 2009 : My Last Five Girlfriends : Gilles
- 2024 : Laïla : Max

### À la télévision
- 2010 : La Légende de Dick et Dom : Little Dick (1 épisode)
- 2012-2020 : Last Tango in Halifax : Lawrence Elliot (rôle principal ; 24 épisodes)
- 2017 : The Last Post (en) : caporal suppléant Paul Stoneham (série régulière)
- 2018 : Safe : Henri Mason (rôle principal)
- 2019 : Meurtres au paradis : Owen Dacre (1 épisode)
- 2019 : The Bay : Sam Hesketh (rôle principal ; 6 épisodes)
- 2020 : Shepherds Delight : le narrateur (également réalisateur, scénariste, monteur et producteur)
- Masters of the Air : capitaine Joseph Payne (mini-série à venir)

## Récompenses et distinctions
- (en) Louis Greatorex: Awards, sur l'Internet Movie Database